# Hundredweight
Lo hundredweight o centum weight (abbreviato cwt) è un'unità di misura di massa e un multiplo della libbra (lb). La definizione britannica è diversa da quella nordamericana: per distinguerle si parla di long hundredweight e di short hundredweight:
- Un (long) hundredweight (britannico) è definito pari a 112 lb, equivalenti a 50,802345 kg.[1]

- Uno (short) hundredweight (statunitense) è definito pari a 100 lb, equivalenti a 45,359237 kg.[2] Questo è anche l'hundredweight usato in Canada. Lo short hundredweight è chiamata anche cental, specialmente nei luoghi in cui è in uso il long hundredweight.

Secondo entrambe le convenzioni, una ton equivale a venti hundredweight: perciò si ha una long ton di 2240 lb e una short ton di 2000 lb. La long ton è approssimativamente equivalente alla tonnellata metrica di 1000 kg (2205 lb).
Il long e lo short hundredweight derivano entrambi dal sistema avoirdupois francese, che fu stabilito in Inghilterra verso la fine del Medioevo. In Gran Bretagna era molto diffuso lo stone pari a 14 libbre, e per questo era desiderabile che uno hundredweight fosse un multiplo di uno stone e 100 non è un multiplo di 14. Lo stone non era un'unità del sistema avoirdupois della Francia medievale e non si diffuse mai nelle colonie americane. Nel 1824 nel Regno Unito una nuova legge su pesi e misure rese illegale per i mercanti il ricorso alla parola hundredweight nel senso di cento libbre, per cui un mercante rischiava l'incriminazione per frode. Nel 1879 lo hundredweight di cento libbre tornò a essere legale nel Regno Unito con il nome di cental, in risposta alle pressioni dei mercanti britannici che importavano mais e tabacco dagli Stati Uniti.
Lo short hundredweight è usato comunemente usato negli Stati Uniti nel commercio di bestiame e cereali, olio di semi e cemento. Il long hundredweight non è oggigiorno comunemente usato in nessun paese, poiché i paesi di lingua inglese con l'eccezione degli Stati Uniti hanno adottato il sistema internazionale. Qualche decennio fa, le merci pesate in termini di long hundredweight comprendevano animali, foraggio, fertilizzanti, carbone, alcune sostanze chimiche, materie prime per l'industria, grandi campane e così via.
Prima del XV secolo in Inghilterra, uno hundredweight era un'unità di misura ancora differente, pari a 108 lb.

## Sistematroy
Nel sistema troy (usato in farmacia e per i metalli preziosi) lo hundredweight (troy) (il cui simbolo è cwt tr) è definito pari a 100 libbre troy, che equivalgono a 37,234 kg.